# Rupiah Banda
Rupiah Bwezani Banda (Gwanda, Zimbabwe, 13 de fevereiro de 1937 – 11 de março de 2022) foi um político zambiano que serviu como presidente da Zâmbia de 2008 a 2011. Governou seu país desde a morte de Levy Mwanawasa, em 19 de agosto de 2008 até perder a eleição para Michael Sata em 2011.
Ele foi embaixador de seu país no Egito de 1965 a 1967 e depois nos Estados Unidos de 1967 a 1969. De 1975 a 1976, foi o Ministro das Relações Exteriores no governo de Kenneth Kaunda.

## Morte
Banda morreu em 11 de março de 2022, aos 85 anos de idade, devido a um câncer colorretal.